# Anablepia stenstromi
Anablepia stenstromi är en insektsart som först beskrevs av Sjöstedt 1931.  Anablepia stenstromi ingår i släktet Anablepia och familjen gräshoppor. Inga underarter finns listade i Catalogue of Life.